# John Simon (hudební producent)
John Simon (* 11. srpna 1941 Norwalk, Connecticut, USA) je americký hudebník, hudební producent a skladatel. Hrál například na albu Music from Big Pink skupiny The Band, které rovněž produkoval. Je tak označován za „šestého člena skupiny The Band“. Produkoval také alba Songs of Leonard Cohen (Leonard Cohen, 1967), Did She Mention My Name? (Gordon Lightfoot, 1968), Cheap Thrills (Big Brother and the Holding Company, 1968), Child Is Father to the Man (Blood, Sweat & Tears, 1968), The Band (The Band, 1969), Down Home (Seals and Crofts, 1970), Morning Bugle (John Hartford, 1972) nebo Tiger in the Rain (Michael Franks, 1979) a další.